# Århus Kommunehospital
Århus Kommunehospital blev taget i brug 7. november 1893 og var et selvstændigt hospital indtil 1. januar 2004, hvor hospitalet blev en del af Aarhus Universitetshospital, Århus Sygehus. Det ligger på Nørrebrogade i Aarhus, nær ved Aarhus Universitet i bydelen Trøjborg.
Kommunehospitalet var i sin oprindelige skikkelse tegnet af arkitekt Thomas Arboe og havde ved grundlæggelsen 140 sengepladser, én overlæge og to reservelæger. 1913 blev epidemiafdelingen flyttet til Marselisborg Hospital, og den medicinske afdeling flyttede ind i de hidtidige epidemibygninger, mens den kirurgiske afdeling blev i hovedbygningen. 1918 kunne den medicinske afdeling dog flytte til en ny bygning, og 1923 blev der indrettet en tuberkuloseafdeling i de bygninger, der oprindelig havde huset epidemiafdelingen.
1931 vandt arkitekterne C.F. Møller og Kay Fisker en arkitektkonkurrence om en udvidelse af Kommunehospitalet, og 1935 kunne de første nye bygninger tages i brug. Siden da er hospitalet løbende blevet udvidet, senest i 1980.
I dag ejes bygningerne af Aarhus Universitet og de forskellige medicinske specialer, som onkologi, ortopædisk kirurgi, medicinsk afdelinger, lægevagten, neurokirurgi mv. er flyttet til AUH i Skejby. Kommunehospitalet havde også byens skadestue, som også husede et af landets fire traumecentre.
I 2004 fusioneres Århus Kommunehospital og Århus Amtssygehus til Aarhus Sygehus, som per 1. April 2007 fik navnet Aarhus Universitetshospital, Århus Sygehus.
Aarhus Universitet underskrev allerede i januar 2016 en købsaftale, på 800 millioner kroner for, at universitetet kunne overtage bygningerne, når hospitalet efter planen blev en del af Skejby Sygehus i 2019.
I løbet af marts 2019 flyttede de sidste afdelinger fra bygningerne på Nørrebrogade til AUH i Skejby og således var bygningerne nu overtaget af Aarhus Universitet.

## Ekstern henvisning
- Wikimedia Commons har flere filer relateret til Århus Kommunehospital
- Århus Kommunehospital Arkiveret 10. juli 2007 hos  Wayback Machine – hjemmeside fra Jydsk Medicinhistorisk SelskabArkiveret 4. marts 2016 hos  Wayback Machine

56°10′5″N 10°12′30″Ø / 56.16806°N 10.20833°Ø